# 胡春宏
胡春宏（1962年4月30日—），浙江慈溪人，生于山西榆次，中国水力学及河流动力学专家。工学博士、博士生导师、教授级高级工程师。1982年取得武汉水利电力学院治河系（今武汉大学水利水电学院）学士学位，1985年和89年分别取得清华大学水利系硕士和博士学位。担任中国水利水电科学研究院副院长，2013年当选中国工程院院士。

## 头衔
- 国际泥沙中心副主任、秘书长
- 中国水利学会理事
- 中国水利学会泥沙专业委员会主任
- 国际水力学协会(IAHR)会员